# SOUP (星村麻衣のアルバム)
『SOUP』（スープ）は、星村麻衣の1stオリジナル・アルバム。 2003年7月9日にソニー・ミュージックアソシエイテッドレコーズから発売された。
キャッチコピー：ピアノガール星村麻衣のファースト・アルバム!!

## 解説
ベン・フォールズを彷彿と感じさせ、まるでパーカッションのように鍵盤に指をたたきつけ即興ともとれるピアノ・スタイルを既に確立。
「裸足のピアノガール」と呼ばれ、2002年にメジャー・デビューした女性シンガーソングライター星村麻衣によるファースト・アルバム。
先行シングル「Stay With You」「Cherish」「GET HAPPY」3作を収録。

## 収録曲
全作詞・作曲・編曲（特記以外）：星村麻衣
編曲：Toru Minami・星村麻衣（2,3,4,8,12）西平彰（1,7）
ストリングス編曲：村山達哉（3,4,8）
1. Stay With You　（4:31）
2. Love is trouble　（4:11）
3. GET HAPPY　（3:59）
4. a day in the life　（5:38）
5. ふたり　（4:03）
6. マイベンション （Interlude）　（1:12）
7. Vacation　（5:17）
8. Cherish　（4:25）
9. 恋ノチカラ　（3:52）
10. マイフォニア （Interlude）　（1:24）
11. 家族　（4:04）
12. ストーリー　（4:06）